# Onciu, Galați
Onciu este un sat în comuna Berești-Meria din județul Galați, Moldova, România.